# ティアーズ・イン・ヘヴン
「ティアーズ・イン・ヘヴン」（Tears in Heaven）は、1992年に発表されたエリック・クラプトンの楽曲である。
クラプトンは映画『ラッシュ』のサウンドトラックを担当し、その主題歌としてこれをリリースした。1992年に全米シングルチャート第2位を記録。また1993年には第35回グラミー賞の最優秀レコード賞、最優秀楽曲賞、最優秀男性ポップ・ボーカル・パフォーマンス賞の3部門を受賞した。この模様を収録したライブ・アルバム『アンプラグド〜アコースティック・クラプトン』も3つのグラミー賞を受けた。
『ローリング・ストーン誌が2004年に選出したオールタイム・グレイテスト・ソング500』に於いて、353位にランクイン。
1997年には、『ダイアナ・トリビュート〜ダイアナ元英皇太子妃追悼アルバム』にこの曲が提供されたことで、日本でシングルが再発された。

## 解説
この曲は、息子の死を悼んで作られた歌である。1986年8月、クラプトンはイタリア人女優ロリ・デル・サント（Lori Del Santo）との間に息子コナー（Conor）を授かる。彼は自分によく似た息子を大変可愛がり、父親としての時間を大切にしたいと述べていた。ところが、1991年3月20日午前11時、当時4歳半だったコナーが、母親の自宅(アパートの53階)の階段を駆け上がっていたところ、たまたま開いていた階段の踊り場の窓から転落し、亡くなった。
このあまりにも悲劇的な事態に大変ショックを受け、クラプトンは自宅に引き篭もってしまった。彼が再びドラッグと酒の世界に舞い戻ってしまうのでのはないかと多くのファンが懸念したが、コナーに捧げる曲を作ることでその悲しみを乗り越えることに成功した。そして同年、親友ジョージ・ハリスンを十数年ぶりにツアー活動に復帰させ、クラプトンは自分のバンドと共にハリスンのバックを務め、音楽シーンに本格的に復帰した。

## カヴァー
- ルース・ブラウン - アルバム『ザ・ソングス・オブ・マイ・ライフ』（1993年）に収録[4]。
- ジョシュア・レッドマン - アルバム『WISH』（1993年）に収録[5]。
- ポール・アンカ - カヴァー・アルバム『ロック・スウィングス』（2005年）に収録[6]。
- オジー・オズボーン - スマトラ島沖地震による津波およびハリケーン・カトリーナの被災者救済を目的としたチャリティ・シングルとしてカヴァーし、2005年10月18日に配信を開始した[7]。このヴァージョンには、オズボーンの娘ケリー・オズボーン、ロッド・スチュワート、エルトン・ジョン、P!NK、ケイティ・メルア、アンドレア・ボチェッリ、フィル・コリンズ、ロバート・ダウニー・ジュニア等がゲスト参加し、ヴェルヴェット・リヴォルヴァーがバックを務めた[7]。